# Spacex Dragon
Spacex Dragon (stiliserat som SpaceX Dragon), är en rymdkapsel som utvecklas av det privatägda företaget Spacex. Den är konstruerad för att vara återanvändbar.
Den första kapseln sköts upp med Spacexs egen Falcon 9-raket den 8 december 2010, den kretsade två varv kring jorden och landade i Stilla havet.
Den 25 maj 2012 dockade en Dragonkapsel med Internationella rymdstationen och blev därmed den första privata rymdfarkosten att docka med en rymdstation.
Den 3 juni 2017 gjordes den första flygningen med en kapsel som redan gjort en annan flygning.
Undertiden som SpaceX genomförde uppdrag till ISS fortsatte de att utveckla en ny version som heter Dragon 2. Den inkluderar en bemannad variant samt en obemannad variant som ersatte Dragon 1. 

## Namngivning
Spacexs vd, Elon Musk, namngav rymdfarkosten efter 1963-låten "Puff, Magic Dragon" av Peter, Paul and Mary, enligt uppgift som ett svar på kritiker som ansåg hans rymdflödesprojekt omöjliga.

## Historia
Spacex började utveckla Dragon rymdfarkosten i slutet av 2004, och offentliggjorde 2006 med en plan för tjänstgöring under 2009. Även 2006 vann Spacex ett kontrakt för att använda Dragon rymdfarkoster för kommersiellt levererade till den internationella rymdstationen för amerikanska federala rymdbyrån, NASA.

## Dragonlab
När den används för icke-NASA, icke-ISS-kommersiella flygningar, kallas den obemandade versionen av Dragon Spacecraft Dragonlab. Den är återanvändbar och frittflygande och kan bära tryck och trycktrycksbelastad nyttolast. Delsystemen omfattar framdrivnings-, kraft-, värme- och miljökontroll, avionik, kommunikation, värmebeskyttelse, flygprogram, vägledning och navigationssystem samt inresa, nedstigning, landning och återvinningsutrustning. Den har en sammanlagd sammanlagd massa på 6 000 kg vid uppskjutning och en maximal retur nyttolastmassa på 3 000 kg när den återvänder till jorden. I november 2014 fanns två Dragonlab-uppdrag listade på Spacex-lanseringsmanifestet: ett år 2016 och ett annat år 2018. Emellertid avlägsnades dessa uppdrag från manifestet i början av 2017, utan officiellt SpaceX-uttalande. De amerikanska biosatelliterna utförde en gång liknande oskyddade nyttolastningsfunktioner, och de ryska bionsatelliterna fortsätter fortfarande att göra det.

## Specifikationer
Följande specifikationer publiceras av Spacex för icke-NASA, icke-ISS kommersiella flygningar av de renoverade Dragon-kapslarna, listade som Dragonlab-flygningar på Spacex-manifestet. Specifikationerna för den NASA-kontraktade Dragon Cargo ingår inte i Dragonlab-databladet för 2009 .
- Bemannade och obemannade flygningar
- Max 6 000 kg nyttolastmassa i en 25 m³ lastytrymme vi uppskjutning. Max 3 000 kg retur nyttolastmassa i en 11 m³ lastytrymme.
- Kunna återvända till jorden med material.
- Klara en landning i vatten.
- Återinträde i jordens atmosfär med låga g-krafter
- Landa med precision
- Klara två år i omloppsbana.

Trycksatt kabin
- 10m³ interiörtryck, miljöstyrd, nyttolastvolym.
- Ombordmiljö: 10–46 ° C; relativ fuktighet 25 ~ 75%; 13,9 ~ 14,9 psia lufttryck (958,4 ~ 1027 hPa)

Återvinningsbar nyttolast icke-trycksatt lastutrymme(instrument/sensorfack).
- 0,1 m³ icke-trycksatt nyttolastvolym.
- Sensorluckans lucka öppnas efter frakosten lagts sig i omloppsbana för att ge fullständig sensoråtkomst till yttre rymdmiljön och stänger före återinträde i jordatmosfären.

icke-trycksatt lastutrymmena(icke återvinnings)
- 14 m³ nyttolastvolym i 2,3m bagage, bakom tryckkabin värmesköld, med valfri bagageutrymmena upp till 4,3m³  totallängd, volymen ökar till 34 m³.
- Stöder sensorer och yttre rymdmiljön upp till 3,5 m i diameter.

Kraft-, kommunikations- och kommandosystem
- Effekt: dubbla solpaneler som ger 1,500 W genomsnitt, 4 000 W topp, vid 28 och 120 VDC
- Rymdfarkostkommunikation: kommersiell standard RS-422 och militär standard 1553 seriell I/O, plus Ethernet-kommunikation för IP-adresserbar standard nyttolast.
- Kommando upplänk: 300 kbps
- Telemetri/data nerlänk: 300 Mbit/s standard, feltoleranta S-band telemetri och videosändare.

### Fotnoter
1. 1 2  Dragons officiella hemsida Arkiverad 12 april 2017 hämtat från the Wayback Machine., läst 16 augusti 2016.
2. ↑  ”Mission accomplished! SpaceX Dragon becomes the first privately funded spaceship launched into orbit and guided back to earth”. Mail Online. http://www.dailymail.co.uk/sciencetech/article-1336868/SpaceX-Dragon-privately-funded-spaceship-launched-orbit.html. Läst 1 juli 2018.
3. ↑  ”SpaceX’s Dragon berthed on the ISS to complete historic arrival – NASASpaceFlight.com” (på amerikansk engelska). www.nasaspaceflight.com. https://www.nasaspaceflight.com/2012/05/spacexs-dragon-historic-attempt-berth-with-iss/. Läst 1 juli 2018.
4. ↑  ”SpaceX Advances Space Hardware Reuse With Latest Flight” (på engelska). aviationweek.com. http://aviationweek.com/space/spacex-advances-space-hardware-reuse-latest-flight. Läst 1 juli 2018.
5. ↑  ”Dragon”. Spacex.com. Arkiverad från originalet den 12 april 2017. https://web.archive.org/web/20170412113142/http://www.spacex.com/dragon. Läst 11 februari 2016.
6. 1 2 3 4 5 6 7  Dragonlab-datasheet officiella, läst den 1 juli 2018.
7. ↑  ”Arkiverade kopian”. Arkiverad från originalet den 9 maj 2020. https://web.archive.org/web/20200509232105/http://www.spacex.com/missions. Läst 1 juli 2018.